# Daniel Thym
Daniel Thym (ur. 1973 w Tybindze) – niemiecki prawnik, profesor na Uniwersytecie w Konstancji.

## Życiorys
Lata szkolne spędził w Bonn, Abudży i Tybindze. W latach 1994–1999 studiował prawo w Ratyzbonie, Paryżu i na berlińskim Uniwersytecie Humboldtów. W latach 2000 i 2001-2005 był pracownikiem naukowym w Instytucie Europejskiego Prawa Konstytucyjnego im. Waltera Hallsteina w Berlinie. Doktoryzował się w 2003 na Uniwersytecie Humboldtów (temat „Ungleichzeitigkeit und europäisches Verfassungsrecht"). Od 2002 do 2004 aplikował w Sądzie Apelacyjnym w Berlinie oraz w ministerstwach sprawiedliwości i spraw zagranicznych. W 2009 habilitował się na Uniwersytecie Humboldtów (temat: "Migrationsverwaltungsrecht"). Od 2010 kieruje katedrą prawa publicznego, prawa europejskiego i międzynarodowego na Uniwersytecie w Konstancji. Jest też współdyrektorem Centrum Badawczego ds. Cudzoziemców i Prawa Azylowego. Od 2019 jest wiceprzewodniczącym Rady Ekspertów Niemieckich Fundacji Integracji i Migracji oraz członkiem zarządu Centrum Badań Kulturoznawczych na Uniwersytecie w Konstancji. W 2020, mówiąc o mechanizmie praworządności, który część polityków unijnych próbowała powiązać z budżetem europejskim, stwierdził, że będzie go można używać jako narzędzia tortur (niem. "Daumenschrauben"), co wywołało reakcję w Polsce i zostało skrytykowane m.in. przez prof. Zdzisława Krasnodębskiego.

## Zainteresowania naukowe
Do jego głównych zainteresowań naukowych należą niemieckie, europejskie i międzynarodowe prawo imigracyjne i uchodźcze, a także zagadnienia obywatelstwa i integracji, rozwój Unii Europejskiej oraz podstawowa ochrona prawna w Niemczech i Europie. Jest jako ekspert zapraszany na przesłuchania Komisji Spraw Wewnętrznych Bundestagu.